# Bellucia
Bellucia is een geslacht uit de familie Melastomataceae. De soorten uit het geslacht komen voor van Zuid-Mexico tot in tropisch Zuid-Amerika.

## Soorten
- Bellucia acutata Pilg.
- Bellucia aequiloba Pilg.
- Bellucia arborescens (Aubl.) Baill.
- Bellucia beckii S.S.Renner
- Bellucia egensis (DC.) Penneys, Michelang., Judd & Almeda
- Bellucia gracilis (S.S.Renner) Penneys, Michelang., Judd & Almeda
- Bellucia grossularioides (L.) Triana
- Bellucia huberi (Wurdack) S.S.Renner
- Bellucia imperialis Saldanha & Cogn.
- Bellucia klugii (S.S.Renner) Penneys, Michelang., Judd & Almeda
- Bellucia mespiloides (Miq.) J.F.Macbr.
- Bellucia nigricans (Hook.f.) Penneys, Michelang., Judd & Almeda
- Bellucia ovata (O.Berg ex Triana) Penneys, Michelang., Judd & Almeda
- Bellucia pentamera Naudin
- Bellucia riparia (S.S.Renner) Penneys, Michelang., Judd & Almeda
- Bellucia spruceana (Triana) J.F.Macbr.
- Bellucia strigosa (Gleason) Penneys, Michelang., Judd & Almeda
- Bellucia subandina (Wurdack) Penneys, Michelang., Judd & Almeda
- Bellucia subrotundifolia Wurdack
- Bellucia umbellata Gleason
- Bellucia villosa Lozano & Quiñones
- Bellucia wurdackiana (S.S.Renner) Penneys, Michelang., Judd & Almeda